# Waldemar Milewski
Waldemar Milewski (ur. 7 kwietnia 1963 w Kamiennej Górze) – polski piłkarz występujący na pozycji napastnika.

## Życiorys
Seniorską karierę rozpoczynał w Olimpii Kamienna Góra. Sezon 1983/1984 spędził natomiast na grze w trzecioligowej Kuźni Jawor. W 1984 roku został graczem pierwszoligowego Górnika Wałbrzych. Z klubem tym w sezonie 1985/1986 zajął szóste miejsce w lidze. Ogółem w Górniku rozegrał do 1989 roku 80 spotkań na poziomie I ligi, w których zdobył 13 bramek. Po spadku klubu z I ligi pozostał w nim jako piłkarz do końca 1991 roku.

## Statystyki ligowe
| Sezon         | Klub             | Liga    | Mecze | Gole |
| ------------- | ---------------- | ------- | ----- | ---- |
| 1984/1985     | Górnik Wałbrzych | I liga  | 3     | 0    |
| 1985/1986     | Górnik Wałbrzych | I liga  | 9     | 2    |
| 1986/1987     | Górnik Wałbrzych | I liga  | 17    | 3    |
| 1987/1988     | Górnik Wałbrzych | I liga  | 26    | 9    |
| 1988/1989     | Górnik Wałbrzych | I liga  | 25    | 1    |
| 1989/1990     | Górnik Wałbrzych | II liga | 29    | 5    |
| 1990/1991     | Górnik Wałbrzych | II liga | 37    | 5    |
| 1991/1992 (j) | Górnik Wałbrzych | II liga | 0     | 0    |